# Dichostates rougeoti
Dichostates rougeoti är en skalbaggsart som beskrevs av Stefan von Breuning 1977. Dichostates rougeoti ingår i släktet Dichostates och familjen långhorningar. Inga underarter finns listade i Catalogue of Life.